# 拉旺迪米尼奥
拉旺迪米尼奥（法語：La Vendue-Mignot，法語發音：[la vɑ̃dy miɲo]）是法国奥布省的一个市镇，位于该省中部偏南，属于特鲁瓦区和特鲁瓦香槟都会城市圈公共社区，其市镇面积为10.48平方公里，2022年1月1日时人口数量为242人。
拉旺迪米尼奥是特鲁瓦香槟都会城市圈公共社区的组成部分，位于特鲁瓦市区以南大约10公里。

## 行政
拉旺迪米尼奥的邮政编码为10800，INSEE市镇编码为10402。

## 地理

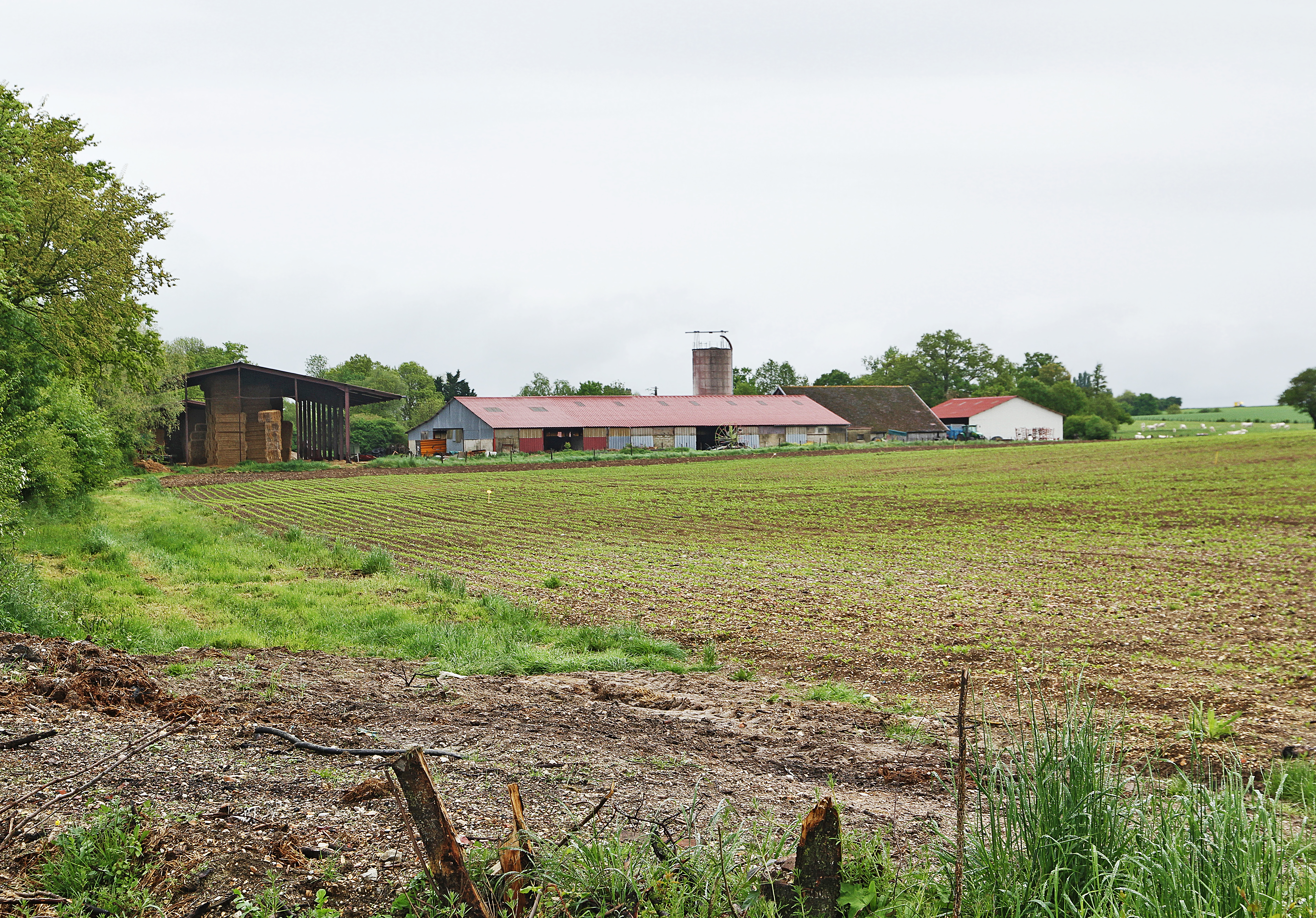
拉旺迪米尼奥境内的农场

拉旺迪米尼奥（48°9'24"N, 4°6'30"E）位于法国中北部偏东，大东部大区西南部和奥布省中部偏南。
与拉旺迪米尼奥接壤的市镇包括：莱博尔德欧蒙、科尔莫、热尼、莱洛日马格龙、莫帕、维利勒布瓦。
拉旺迪米尼奥属于塞纳河流域，境内地势平坦。
按照柯本气候分类法，拉旺迪米尼奥属于温带海洋性气候，全年温差较小，降水分布均匀。

## 历史
拉旺迪米尼奥历史上长期为一普通村落，二战后人口略有增加。

## 交通
奥布省省道D1线、D66线、D108线和D109线在拉旺迪米尼奥境内交汇。

## 政治
现任拉旺迪米尼奥市长为尼科尔·鲁瑟洛女士（Nicole Rousselot）。

## 人口
| 年份   | 1936 | 1946 | 1954 | 1962 | 1968 | 1975 | 1982 | 1990 | 1999 | 2004 | 2009 | 2014 | 2017 |
| ------ | ---- | ---- | ---- | ---- | ---- | ---- | ---- | ---- | ---- | ---- | ---- | ---- | ---- |
| 人口數 | 154  | 136  | 138  | 135  | 125  | 129  | 183  | 243  | 246  | 240  | 238  | 245  | 250  |